# Могошень
Могошень, Могошені (рум. Mogoșeni) — село у повіті Бистриця-Несеуд в Румунії. Входить до складу комуни Німіджа.
Село розташоване на відстані 340 км на північний захід від Бухареста, 20 км на північний захід від Бистриці, 69 км на північний схід від Клуж-Напоки.

## Населення
За даними перепису населення 2002 року у селі проживали 335 осіб, з них 331 особа (98,8%) румунів. Рідною мовою 332 особи (99,1%) назвали румунську.